# Pintura del Quattrocento

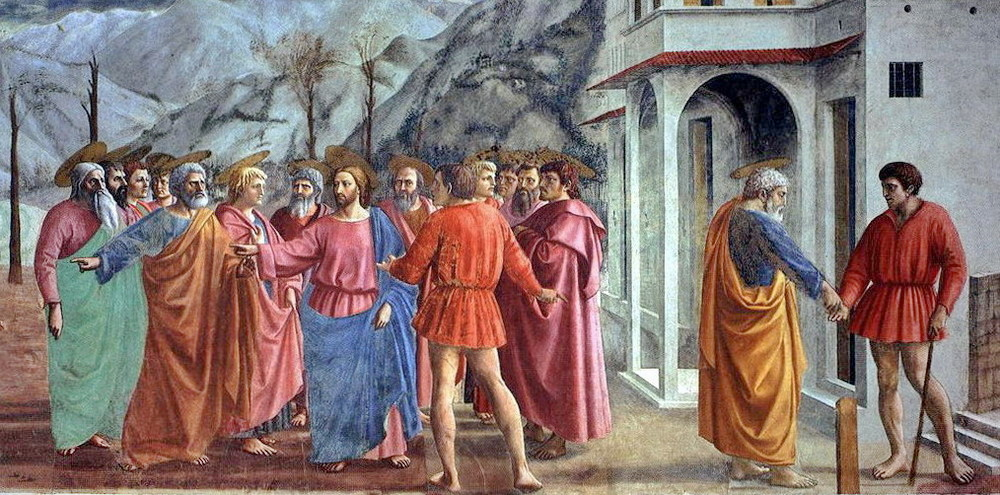
El pago del tributo, de Masaccio.

La pintura del Quattrocento se enmarca dentro del Primer Renacimiento. Se desarrolló, como su nombre indica, en la Italia del siglo XV. Sus características principales son, junto a la evocación de lo antiguo, la observación de la naturaleza de manera que se pueda reflejar fielmente en la pintura. El dominio de la perspectiva hace que se supere la bidimensionalidad de la superficie pictórica.

## Características generales
La técnica predominante sigue siendo el mural, tanto en capillas, conventos e iglesias, como en los palacios renacentistas, se pinta sobre tabla e incluso sobre determinados muebles, como los arcones o los cassone de bodas, muy populares en el Renacimiento italiano. Sigue usándose la pintura al temple, en la que el aglutinante es el huevo o la cola
Siguen siendo predominantes los temas religiosos, aunque los mecenas privados comienzan a encargar otros asuntos, como la Mitología o las escenas históricas.
Estos artistas se diferenciaron del gótico precedente al colocar las figuras en espacios arquitectónicos que procuran representar con la debida perspectiva. El centro de atención es la figura humana, generalmente idealizada, estudiada en diversas posturas y movimientos. Las proporciones humanas volvieron a normalizarse. Se perfeccionó así la tridimensionalidad y se sentaron las bases del estilo renacentista.
Quattrocento Precedente: Giotto. Gran desarrollo en el uso de la luz. Falta de cohesión entre color y forma. Belleza idealizada (desnudos). Tema religioso desde un punto de vista sexual.

## Evolución del estilo

### Primera mitad del siglo
En un primer momento, hay una serie de pintores que enlazan perfectamente con el gótico internacional. Mantienen rasgos como los fondos dorados de las imágenes religiosas o la atención minuciosa al detalle. Como figura que anticipa el Quattrocento puede citarse, en el centro de Italia, a Gentile da Fabriano (h. 1370 - h. 1427), perteneciente al estilo gótico internacional.
Dos pintores contemporáneos que, partiendo del gótico internacional, están ya trabajando en algo distinto, son Fra Angélico (h. 1390 – 1455) en Florencia y Pisanello (h. 1395-1455) en el Norte de Italia. El primero de ellos realiza obras religiosas de un gran idealismo, en las que introduce elementos clásicos en la decoración. Destacan las obras que de él se conservan en el Convento de San Marcos de Florencia y los frescos, posiblemente pintados por ayudantes a partir de diseños suyos, en la Capilla Nicolina del Palacio Apostólico de la Ciudad del Vaticano, con episodios de las vidas de San Lorenzo y de San Esteban (1447-1449).
Pisanello, por su parte, fue uno de los más distinguidos pintores de su época. Se le conoce sobre todo por sus frescos de grandes dimensiones, llenos de pequeñas figuras. Su color es brillante y el trazo, preciso, mostrando gran minuciosidad en los detalles. 
Finalmente, cabe mencionar, en este primer momento y como figura de transición hacia una generación posterior, a Masolino da Panicale (1383–1440), el maestro de Masaccio (1401-1428). Masolino se distinguió por una mayor preocupación por la representación fiel del espacio. Este rasgo lo tomaría su alumno, que perfecciona las reglas de la perspectiva hasta el punto de que muchos de sus cuadros parecen perfectos trampantojos. Destacan los frescos que realizó para la Capilla Brancacci en la iglesia del Carmen de Florencia. 

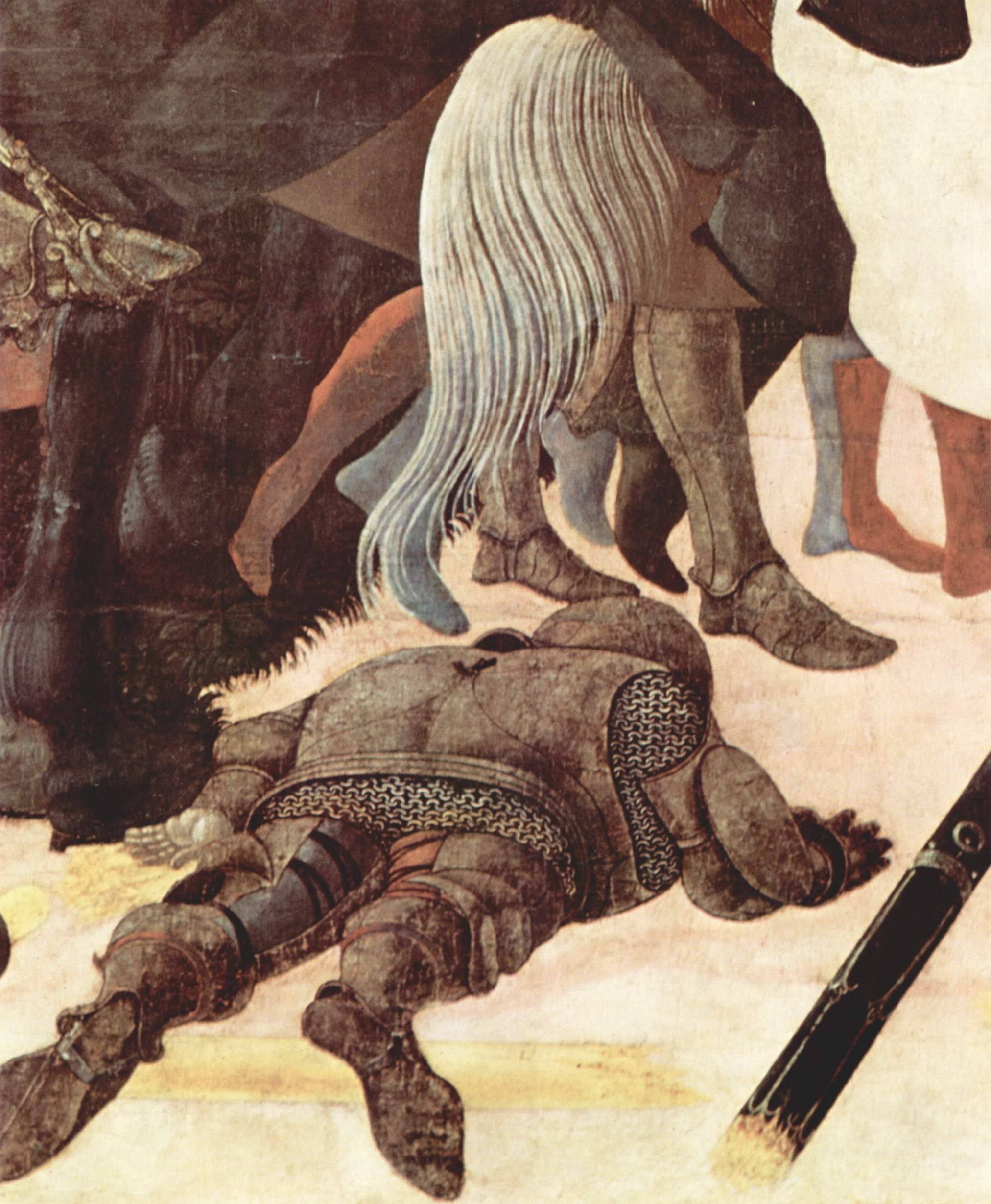
Detalle de la Batalla de San Romano, tabla «Nicolás de Tolentino liderando a los florentinos», año 1456, temple sobre tabla, que evidencia la maestría de Uccello a la hora de representar escorzos.

Con Masaccio se pone en evidencia una tendencia más hacia el estudio de la perspectiva. Estos pintores florentinos crean pinturas de carácter monumental en las que introducen elementos de la antigüedad grecorromana. A partir de este momento, varios cuadros experimentaron estudio de perspectiva, como el famoso cuadro de Piero della Francesca Vista de una ciudad ideal en donde se trabaja con la perspectiva central a un punto de fuga. Otro punto que se puso en práctica fue el escorzo, el cual era una de las técnicas más difíciles. Precisamente el este aspecto destaca Paolo Ucello (1397-1475) quien se esforzó por representar la figura humana desde todas las perspectivas posibles. Sus Cuadros de Batalla contienen escorzos forzados que demuestran su maestría a la hora de reflejar posturas diversas. Andrea del Castagno (h. 1421 - 1457), influido por Masaccio y Giotto, se centra igualmente en la figura humana, a la que dota de una monumentalidad prácticamente escultórica. Sus obras incluyen frescos en el Cenáculo de Santa Apolonia de Florencia y la pintada Estatua ecuestre de Niccolò da Tolentino (1456) en la Catedral de Florencia. Piero della Francesca (1416-1492) es la figura cumbre de esta tendencia. Armonizó lo intelectual (es autor de un tratado sobre la perspectiva pictórica) con lo científico. Destaca el uso que hace de la luz como un elemento simbólico. A él se deben los frescos de San Francisco de Arezzo.
Esta primera generación florentina acaba con la obra de Fra Filippo Lippi (1406 –1469), discípulo de Masaccio, quien dentro de su pintura religiosa, sobresale por la originalidad del paisaje y la elegancia nerviosa en el dibujo, que influyó decisivamente en Botticelli.

### Segunda mitad del siglo
Se produce en este momento una mayor complejidad en el estilo. Frente a la perspectiva y la monumentalidad anteriores, se tiende más a la búsqueda del dinamismo. Igualmente, se introducen numerosos detalles cotidianos que dan más vivacidad a las escenas, aproximándolas a la pintura flamenca de la época.

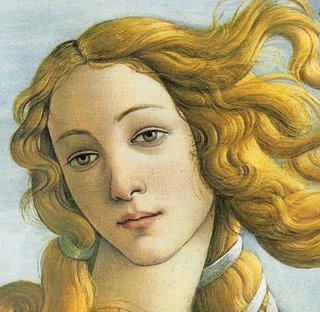
Botticelli creó el ideal femenino del Quattrocento, tomando como modelo a Simonetta Vespucci; detalle del Nacimiento de Venus.

Dentro de esta tendencia cabe situar a la segunda generación florentina, que se hace muy refinada; mantiene los fondos de arquitectura clásica, pero introduce elementos concretos de la vida cotidiana. Benozzo Gozzoli (h. 1421- 1497) es un pintor de frescos alumno de Fra Angélico. En 1459 comenzó la decoración de la Capilla de Los Magos, en el Palacio Medici Riccardi, donde se encuentra su obra más conocida, el «Viaje de los magos». Domenico Ghirlandaio (1449-1494) muestra su preocupación por los detalles cotidianos en los objetos y las vestimentas, de manera que más que pintura religiosa parece en ocasiones de género. Esta segunda generación tiene en Sandro Botticelli (1445-1510) su figura cumbre. Protegido de los Médici, crea escenas mitológicas refinadas, de contornos precisos, líneas sinuosas y gran atención al detalle. En Botticelli se encuentra el modelo de mujer cuatrocentista, en sus representaciones de Simonetta Vespucci. En sus últimos años se dedicó a la pintura religiosa, una vez que los Médici fueron expulsados del gobierno de Florencia y con el puritanismo de Savonarola dominando la República. Varias de sus obras fueron quemadas en la hoguera de las vanidades.
Otros autores florentinos de la época fueron Filippino Lippi (h. 1457 –1504), los hermanos Pollaiuolo (Antonio Benci 1432-1498 y Piero Benci 1441-1496), Andrea del Verrocchio (h. 1435 – 1488, maestro de Leonardo) y Piero di Cosimo (1462-1522).

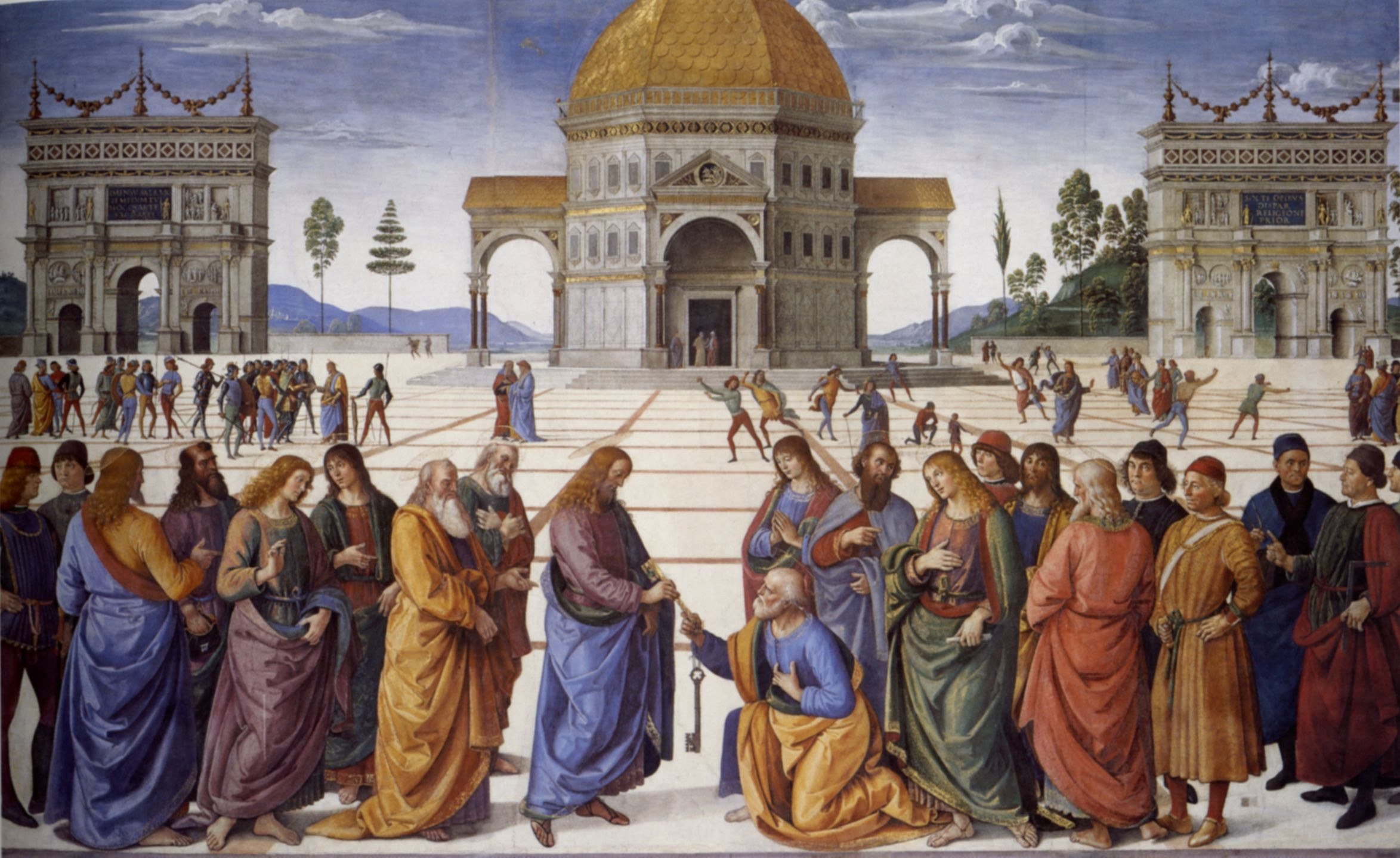
Perugino, Jesús entrega las llaves a san Pedro, 1481-1482, Capilla Sixtina, Palacio Apostólico (Ciudad del Vaticano).

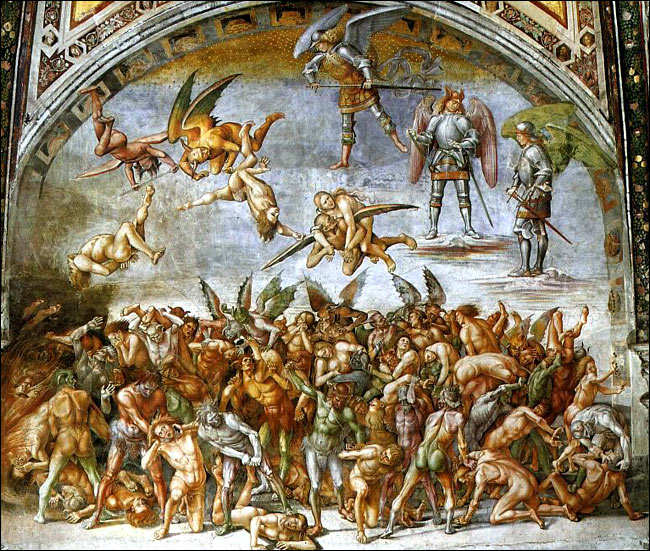
Luca Signorelli, Los condenados, 1499-1508, capilla de San Bricio, catedral de Orvieto.

En la zona central de Italia surge la Escuela de Umbría, que presta particular atención al marco en que se encuadraban las escenas religiosas, creándose un paisaje sereno y armonioso que posteriormente se transmitió a la obra de Rafael, pues su maestro, Pietro Vanucci, llamado el Perugino (1450-1523), perteneció a esta corriente. Destacó el Perugino por sus personajes afeminados y sentimentales, dentro de un orden simétrico. Pintó la Entrega de las llaves a San Pedro en la Capilla Sixtina, obra que logra la tridimensionalidad y recuerda en su composición, inevitablemente, a Los desposorios de la Virgen de Rafael. Pese a cultivar casi exclusivamente la pintura religiosa, era conocido su ateísmo, a lo que algunos atribuyen la monotonía de las imágenes: todos los personajes tienen las mismas facciones, hasta el punto de parecer de la misma familia, y el paisaje siempre es el mismo, el propio de Perugia; sin embargo, destaca en su obra la composición espacial: dota a sus cuadros de gran profundidad, permitiendo que la vista alcance hasta planos muy alejados, pudiéndose casi captar la atmósfera, el aire, el espacio entre las figuras. Perugino inspiró en un principio a Pinturicchio (1454-1513), quien después evolucionó hacia un estilo más personal, inclinado por la anécdota y el lujo. Se le conoce sobre todo por los frescos de los Aposentos de los Borgia en el Palacio Apostólico  de la Ciudad del Vaticano y los de la Biblioteca de la Catedral de Siena, a iniciativa del cardenal Francisco Piccolomini, sobrino del papa Pío II, cuya vida allí se representa.
Un último cuatrocentista de la zona de Umbría es Luca Signorelli (h. 1445-1523), con una obra muy personal que anticipa algunos rasgos que pueden verse después en Miguel Ángel. Formado en Florencia, viajó constantemente a lo largo de su dilatada existencia, pero conservó siempre el arte de la Umbría. Gusta de representar el cuerpo humano en diferentes posturas, con gran tensión y dramatismo, como puede verse en su «Caída de los condenados», fresco en la Catedral de Orvieto (1499-1503), admirado por Miguel Ángel, que le copió algunas de sus composiciones. Estos frescos realizados en la capilla de San Brizio, de la catedral de Orvieto, son considerados su obra maestra. En estos grandes frescos se pone en evidencia la familiaridad de Signorelli con la Divina Comedia de Dante.

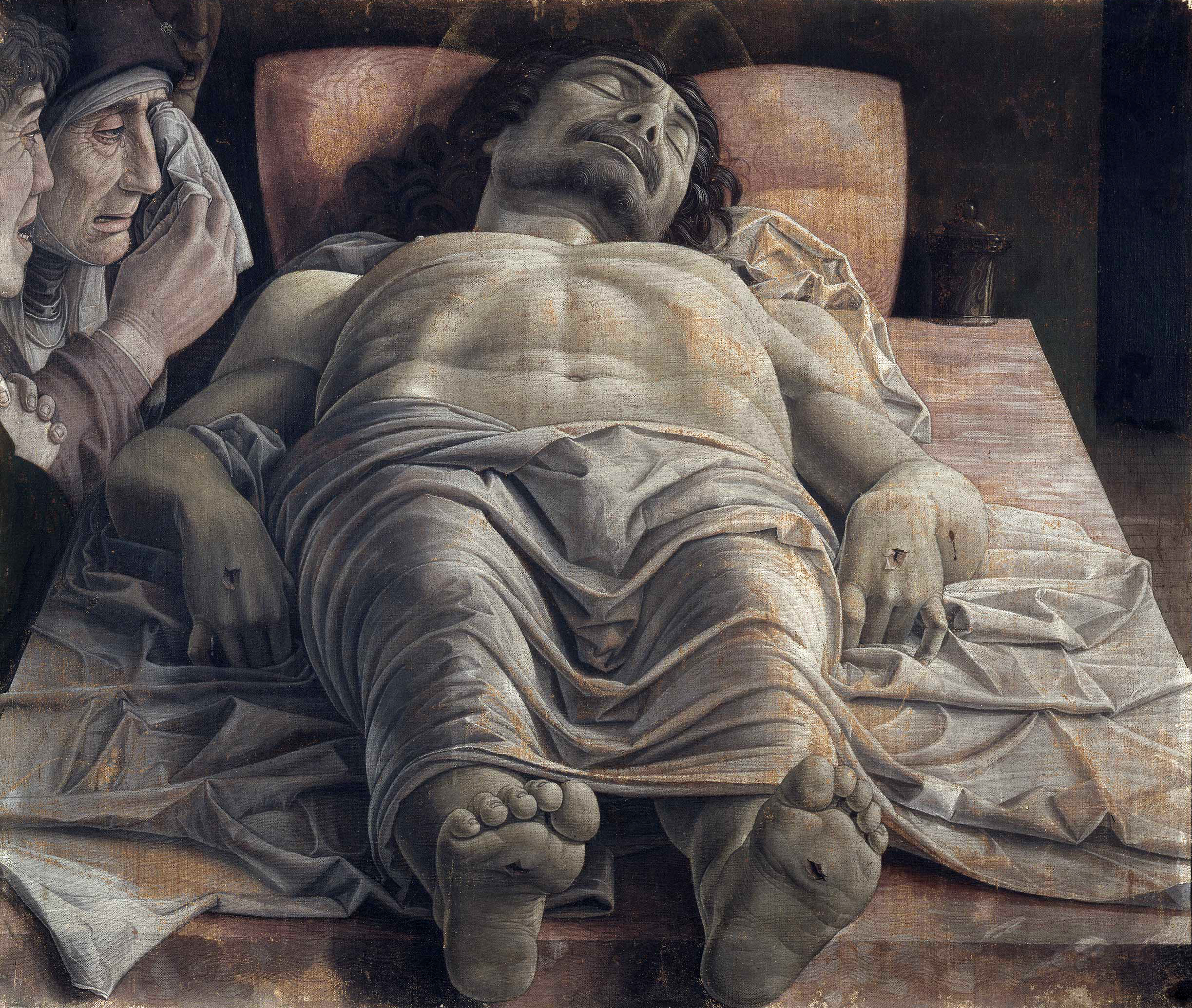
El escorzo del Cristo Muerto de Andrea Mantegna

Más al norte, hay dos escuelas locales, las de Padua y Ferrara. En la primera destaca Andrea Mantegna (h. 1431-1506), quien se complace en mostrar su gran habilidad con la perspectiva, realizando monumentales representaciones de los cuerpos humanos casi estatuarias. Aunque reproduce paisajes de la región, como puede verse en el Tránsito de la Virgen también conoce la arquitectura clásica e introduce fielmente en sus obras arcos de triunfo antiguos y bóvedas clásicas. Recibe influencia de Altichiero, de quien conoció la capilla Lido con leyendas de San Jorge, de Donatello que dejó en Padua lo mejor de su obra como el Gattamelata y finalmente de Giotto cuya Capilla de los Scrovegni pintó por completo. Un ejemplo paradigmático de su estilo es su Cristo muerto (h. 1500-1505). Emparentado por matrimonio con los Bellini, su obra se relaciona más con Venecia que con Florencia o Milán; además de trabajar en Venecia y Roma, lo hizo en Verona (el Tríptico de San Zenón) y, finalmente, fue llamado a la corte de Mantua, donde realizó numerosas obras para los Gonzaga. En Ferrara predomina la influencia flamenca en la obra de artistas como Cosimo Tura (h. 1430-1495) y Francesco del Cossa (h. 1436-h. 1477).
Finalmente, en Venecia comienza una escuela regional propia, que siente las influencias orientales del mismo modo que le alcanzan antes los avances técnicos del Norte de Europa. Antonello da Messina, siciliano, se formó en Flandes, y a su vuelta a Italia trabajó en el norte de la Península, donde difundió el uso del óleo y también el tratamiento objetivo de la realidad a la hora de representarla en un cuadro. Características de esta escuela es su gusto por el Cromatismo y también la importancia que se le da a la representación realista del paisaje. Las figuras más emblemáticas de este momento pertenecen a la familia Bellini (Jacopo, Gentile y Giovanni), siendo el más destacado de sus miembros Giovanni Bellini (h. 1424 - 1516) en cuyo taller se formarían Giorgione y Tiziano. Artistas venecianos menores fueron Vittore Carpaccio (h. 1460-h. 1525) y Carlo Crivelli (h. 1435 – h. 1495).
Leonardo da Vinci (1452-1519, prácticamente coetáneo del Perugino, puede considerarse el último cuatrocentista. No obstante, normalmente se le estudia dentro de la pintura del Cinquecento, junto con Rafael y Miguel Ángel.